# Blue Team
Blue Team (włoski: Squadra Azzurra) – drużyna brydżowa reprezentująca Włochy na międzynarodowych turniejach teamów.
W latach 1957–1975 była niepokonana i zdobyła 13 tytułów Mistrza Świata na Bermuda Bowl i 3 tytuły Mistrzów Olimpijskich na Olimpiadach brydżowych.
Twórcą i wieloletnim (niegrającym) kapitanem drużyny był Carl'Alberto Perroux prezes Włoskiej Federacji Brydżowej w latach 1952-1967.

## Historia
Blue Teamu narodził się w 1956 roku na Mistrzostwach Europy w Sztokholmie, gdzie drużyna Carl'Alberto Perroux zajęła 1. miejsce.
Następnie w 1957 roku na Bermuda Bowl w Nowym Jorku pokonała zespół USA zdobywając pierwszy tytuł Mistrza Świata. Od tego momentu wygrywała na Mistrzostwach Świata i Olimpiadach w zasadzie nieprzerwanie do 1975 roku.
W ten sposób powstała „legenda” Blue Teamu. Sukcesy drużyny wynikały między innymi ze stosowania nowoczesnych, jak na owe czasy, systemów licytacyjnych: Rzymski Trefl i Neapolitański Trefl.
Właściwy Blue Team, na przestrzeni, lat tworzyło ośmiu graczy: Walter Avarelli, Giorgio Belladonna, Eugenio Chiaradia, Massimo D'Alelio, Pietro Forquet, Benito Garozzo, Camillo Pabis Ticci i Guglielmo Siniscalco.
- W latach 1956–1959 drużynę tworzyły pary: Walter Avarelli – Giorgio Belladonna, Eugenio Chiaradia – Massimo D'Alelio, Pietro Forquet – Guglielmo Siniscalco. Para z Rzymu, Avarelli – Belladonna, grała Rzymskim Treflem, a pozostali gracze pochodzący z Neapolu posługiwali się Neapolitańskim Treflem.

- W 1960 roku, na pierwszej Olimpiadzie brydżowej w Turynie, nie mogli wystąpić Massimo D'Alelio i Guglielmo Siniscalco. Drużyna grała w składzie: Walter Avarelli – Giorgio Belladonna, Eugenio Chiaradia – Pietro Forquet, Roberto Bianchi – Giancarlo Manca, zajmując 6. miejsce[3].

- W 1961 roku Benito Garozzo zastąpił Guglielmo Siniscalco i od tego czasu grał w parze z Pietro Forquetem[4].

- W roku 1963 Walter Avarelli z powodów zawodowych nie mógł brać udziału w MŚ i Perrox powołał do drużyny Camillo Pabis-Ticci, który chwilowo zastąpił Avarelliego[5].

- W 1964 roku drużynę opuścił Eugenio Chiaradia, a Camillo Pabis-Ticci ponownie znalazł się w drużynie, tym razem na stałe[6]. W latach 1964–1969 Blue Team grał w składzie: Walter Avarelli – Giorgio Belladonna, Massimo D'Alelio – Camillo Pabis-Ticci, Pietro Forquet – Benito Garozzo. W 1965 roku para Forquet – Garozzo zaczęła grać systemem Blue Team Club, który był nowocześniejszą wersją Neapolitańskiego Trefla, a para D'Alelio – Pabis-Ticci systemem Arno, który z kolei był wersją Rzymskiego Trefla. Avarelli – Belladonna pozostali wierni Rzymskiemu Treflowi.

- W latach 1970 i 1971 Blue Team nie brał udziału w MŚ. Tytuły mistrzowskie zdobyła drużyna Asów z Dallas. Belladonna i Garozzo w 1970 roku grali w Cyrku Sharifa[7], a w 1971 w drużynie Precision Club[8]. W grudniu 1971 roku odbył się Mecz Stulecia: Blue Team kontra Asy z Dallas. Niegrającym kapitanem drużyny Blue Teamu była Catherine Wei. Cała drużyna grała systemem Precision Club, a dokładnie wersją systemu zmodyfikowaną przez Belladonnę i Garozzo. Mecz wygrał Blue Team w stosunku 338 do 254 IMP[9].

- W 1972 roku Blue Teamu ponownie zdobył tytuł Mistrza Świata, ale jednocześnie był to ostatni występ drużyny w jej pełnym składzie. Wszyscy grali systemem Precision Club.

- Lata 1973-1975 to kontynuacja nieprzerwanego pasma zwycięstw włoskiej drużyny, ale od 1973 nie grali w niej już Walter Avarelli, Massimo D'Alelio i Camillo Pabis-Ticci, a w 1975 roku z drużyny odszedł także Pietro Forquet. Do Giorgio Belladonny i Benito Garozzo w kolejnych latach dołączali: Benito Bianchi, Gianfranco Facchini, Dano De Falco, Arturo Franco, Giuseppe Garabello, Vito Pittalà i Sergio Zucchelli[10].

W 1976 roku prymat drużyny włoskiej został przerwany. Tytuł Mistrza Olimpijskiego zdobyła Brazylia, a tytuł Mistrza Świata gracze Ameryki Północnej.

### Tytuły Mistrzów Świata

#### Bermuda Bowl
- 1957, Nowy Jork      (Walter Avarelli, Giorgio Belladonna, Eugenio Chiaradia, Massimo D'Alelio, Pietro Forquet, Guglielmo Siniscalco, NPC Carl'Alberto Perroux).
- 1958, Como    (Walter Avarelli, Giorgio Belladonna, Eugenio Chiaradia, Massimo D'Alelio, Pietro Forquet, Guglielmo Siniscalco, NPC Carl'Alberto Perroux).
- 1959, Nowy Jork      (Walter Avarelli, Giorgio Belladonna, Eugenio Chiaradia, Massimo D'Alelio, Pietro Forquet, Guglielmo Siniscalco, NPC Carl'Alberto Perroux).
- 1961, Buenos Aires      (Walter Avarelli, Giorgio Belladonna, Eugenio Chiaradia, Massimo D'Alelio, Pietro Forquet, Guglielmo Siniscalco, NPC Carl'Alberto Perroux).
- 1962, Nowy Jork      (Walter Avarelli, Giorgio Belladonna, Eugenio Chiaradia, Massimo D'Alelio, Pietro Forquet, Guglielmo Siniscalco, NPC Carl'Alberto Perroux).
- 1963, St. Vincent      (Giorgio Belladonna, Eugenio Chiaradia, Massimo D'Alelio, Pietro Forquet, Benito Garozzo, Camillo Pabis-Ticci, NPC Carl'Alberto Perroux).
- 1965, Buenos Aires      (Walter Avarelli, Giorgio Belladonna, Massimo D'Alelio, Pietro Forquet, Benito Garozzo, Camillo Pabis-Ticci, NPC Carl'Alberto Perroux).
- 1966, St. Vincent      (Walter Avarelli, Giorgio Belladonna, Massimo D'Alelio, Pietro Forquet, Benito Garozzo, Camillo Pabis-Ticci, NPC Carl'Alberto Perroux).
- 1967, Miami Beach      (Walter Avarelli, Giorgio Belladonna, Massimo D'Alelio, Pietro Forquet, Benito Garozzo, Camillo Pabis-Ticci, NPC Guido Barbone).
- 1969, Rio de Janeiro      (Walter Avarelli, Giorgio Belladonna, Massimo D'Alelio, Pietro Forquet, Benito Garozzo, Camillo Pabis-Ticci, NPC Angelo Tracanella).
- 1973, Guarujá      (Giorgio Belladonna, Benito Bianchi, Pietro Forquet, Giuseppe Garabello, Benito Garozzo, Vito Pittala, NPC Sandro Salvetti).
- 1974, Wenecja      (Giorgio Belladonna, Benito Bianchi, Dano De Falco, Pietro Forquet, Arturo Franco, Benito Garozzo, NPC Sandro Salvetti).
- 1975, Southampton      (Giorgio Belladonna, Gianfranco Facchini, Arturo Franco, Benito Garozzo, Vito Pittala, Sergio Zucchelli, NPC Sandro Salvetti).

#### Olimpiady brydżowe
- 1964, Nowy Jork      (Walter Avarelli, Giorgio Belladonna, Massimo D'Alelio, Pietro Forquet, Benito Garozzo, Camillo Pabis-Ticci, NPC Carl'Alberto Perroux).
- 1968, Deauville      (Walter Avarelli, Giorgio Belladonna, Massimo D'Alelio, Pietro Forquet, Benito Garozzo, Camillo Pabis-Ticci, NPC Angelo Tracanella).
- 1972, Miami Beach      (Walter Avarelli, Giorgio Belladonna, Massimo D'Alelio, Pietro Forquet, Benito Garozzo, Camillo Pabis-Ticci, NPC Umberto Barsotti).